# Batesbeltia beltii
Batesbeltia beltii là một loài bọ cánh cứng trong họ Cerambycidae.